# Уннао (округ)
Уннао (англ. Unnao) — округ в индийском штате Уттар-Прадеш. Административный центр — город Уннао. Площадь округа — 4558 км².

## Демография
По данным всеиндийской переписи 2001 года население округа составляло 2 700 324 человека. Уровень грамотности взрослого населения составлял 54,64 %, что ниже среднеиндийского уровня (59,5 %).

## Инцидент с поисками сокровищ в 2013 году
В октябре 2013 года Археологическое управление Индии начало раскопки близ деревни Даундия-Кхера, расположенной в округе Уннао, на фоне сообщений о 1000 тонн золота, погребённых под руинами форта, принадлежавшего Рао Рам Бакш Сингху, участнику восстания сипаев 1857 года. Согласно предварительному обследованию, произведённому Археологическим управлением Индии совместно с организацией геологического обследования Индии, было подтверждено существование аномальной немагнитной зоны, расположенной на глубине от 5 до 20 метров и свидетельствующей о присутствии возможного диэлектрического, металлического материала и/или сплава.